# Mariquita-coroada
Mariquita-coroada (Setophaga coronata) é uma ave Parulídeos.

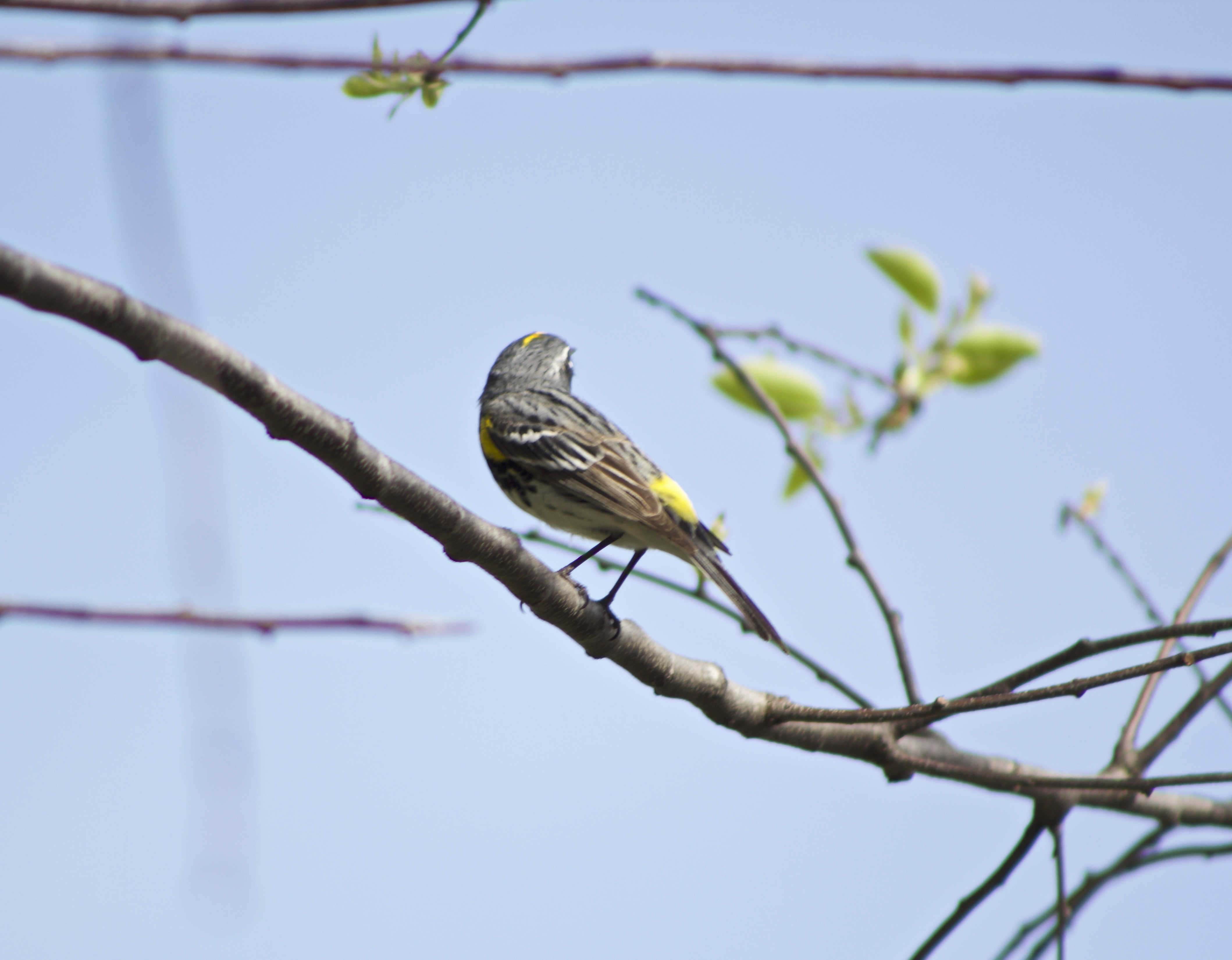
Vista traseira da ave de mostrando crista amarela. Medford, Massachusetts, Estados Unidos.

A toutinegra tem uma distribuição setentrional e oriental, com Audubon mais a oeste. Reproduz-se em grande parte do Canadá e no nordeste dos EUA. É migratório, invernando no sudeste dos Estados Unidos, no leste da América Central e no Caribe. É um vagabundo raro na Europa Ocidental, e passou o inverno na Grã-Bretanha.
A toutinegra macho de verão tem um dorso azul ardósia e coroa amarela, garupa e flanco. Tem manchas brancas na cauda e o peito é listrado de preto. A fêmea tem um padrão semelhante, mas o dorso é marrom, assim como as listras do peito.
Seu habitat de reprodução é uma variedade de florestas de coníferas e mistas. As toutinegras de murta nidificam em uma árvore, colocando 4-5 ovos em um ninho de xícara.
Essas aves são insetívoras, mas no inverno pegam facilmente bagas de murta de cera, um hábito que dá nome à espécie. Observadores de pássaros experientes reconhecem as toutinegras de murta a olho nu pelo hábito de fazer voos curtos de seu poleiro em busca de insetos. Eles formam pequenos bandos na migração ou no inverno.
Há três subespécies da toutinegra de garupa amarela (Setophaga coronata coronata, Setophaga coronata auduboni e Setophaga coronata goldmani respectivamente) enquanto a Lista Mundial de Aves do COI classifica a l toutinegra de Goldman como espécies separadas (Setophaga coronata, Setophaga auduboni e Setophaga goldmani).